# ون سبورت
ون سبورت (بالإنجليزية: One Sports)‏ هو القسم الرياضي في شبكة تي في 5. ويتم تشغيله بالاشتراك مع الشركة الشقيقة تلفزيون سيجنال.